# Obsesia (film din 1954)
Obsesia (titlul original: în franceză Obsession) este un film dramatic franco-italian, realizat în 1954 de regizorul Jean Delannoy, după romanul „Silent as the grave” al scriitorului William Irish, protagoniști fiind actorii Michèle Morgan, Raf Vallone, Marthe Mercadier și Jean Gaven.

## Rezumat
Parteneri celebri de trapez, Hélène și Aldo sunt de asemenea celebri în oraș. Aldo, mistuit de remușcări, îi mărturisește Hélènei că a ucis accidental pe Jim Brunot, fostul său partener. Sosirea lui Alexandre, venit să-l înlocuiască pe Aldo deoarece s-a accidentat, va readuce la viață trecutul trapezistului. Într-o seară, după o altercație între cei doi bărbați, Alexandre este găsit mort...

## Distribuție
- Michèle Morgan – Hélène Giovanni, soția lui Aldo, trapezist
- Raf Vallone – Aldo Giovanni, partenerul și soțul Hélènei
- Marthe Mercadier – Arlette Bernardin
- Jean Gaven – Alexandre Buisson
- Albert Duvaleix – Barnat
- Robert Dalban – inspectorul Chardin
- Jean Toulout – președintele
- Dora Doll – antrenoarea
- Raphaël Patorni – Bertrand
- Pierre-Jacques Moncorbier – grefierul Chardin
- Louis Seigner – avocatul general
- Olivier Hussenot – Louis Bernardin, dresorul de câini
- Jacques Castelot – Maître de Ritter
- Robert Vattier – directorul de hotel
- Micheline Gary – Irène
- Paul Demange – barmanul
- Albert Michel – recepționerul de la hotel
- Robert Seller – regizorul
- Yette Lucas – dna. Brisset, portăreasa
- Aimée Fontenay – cântăreața pe trapez
- René Bourbon – pensionarul
- Chantal de Rieux –
- Rodolphe Martin – copilul Bernardin
- Jacques Moulières – un copil Bernardin
- Jean-Marie Bon – pensionarul meridional
- Robert Mercier – birtașul
- Jimmy Perrys – Marco, clovnul
- Sylvain Lévignac – un băiat de pistă
- Pierre Duncan – Le videur de „l'Escurial”
- Gil Delamare – un bărbat de la „l'Escurial”
- Ariane Dufy –
- Martine Alexis – Olga
- Ernest Varial –
- Roland Catalano – dublura la trapez
- Yves Rozec – dublura la trapez
- Jacques Beauvais –
- Maurice Sabrier – polițistul în fața circului